# Josef Duchoň
Josef Duchoň (17. ledna 1929 Hostěradice, okres Praha-západ – 30. dubna 2016) byl český akademický malíř, ilustrátor, grafik a typograf.

## Život
Obecnou školu navštěvoval Josef Duchoň ve svém rodišti, měšťanskou školu v Jílovém. V Praze studoval v letech 1945–1949 na Státní grafické škole a pak v letech 1949–1955 na Vysoké škole uměleckoprůmylsové pod vedením profesora Karla Svolinského. Už za studií se stal roku 1946 členem SČUG Hollar.
Věnuje se kresbě, akvarelu a pastelu a především barevným i černobílým dřevořezům, ve kterých se odráží impulsy evropského umění 30. a 40. let 20. století (surrealismus a kuboexpresionismus). Ve všech těchto žánrech postupně vytváří cykly (například Černý Ikaros, Nová caprichos a jiné). Je také autorem stél a totemů, do kterých pod vlivem chetitského klínového písma zapojuje kresebnou kaligrafii, symboly ptáků, motýlů a plachetnic. Je rovněž tvůrcem řady filmových plakátů a patří k významným českým ilustrátorům, zejména dětských knih. Zúčastnil se celé řady autorských i společných výstav doma i v zahraničí.

## Samostatné výstavy
- Galerie Na Karlově náměstí, Praha (1960)
- Výstavní síň Hollar, Praha (1962)
- Výstavní síň Hollar, Praha (1963)
- The Myth of XXth Century, Coventry (1967)
- Galerie Fronta, Praha (1977)
- Galerie Československý spisovatel, Praha (1985)
- Oblastní galerie v Liberci, Liberec (1989)

## Z knižních ilustrací

### Česká a slovenská literatura
- Otto Janka: Zloděj snů (1984)
- Petr Jilemnický: O dvou bratřích, z nichž první druhého vůbec neznal (1975)
- Vladimír Klevis: Setkání s Michaelou (1978)
- Jan Neruda: Kniha veršů (1979)
- Bohumil Nohejl: Adieu, mládí! (1985)
- Jaroslav Pecháček: Taliánský marš (1982)
- Jiří Wolker: Pro spravedlnost šel se bít (1961)
- Antonín Zhoř: Tvrdohlavá Marie (1976)

### Světová literatura
- Joseph Conrad: Tajfun a jiné povídky (1976)
- Fazil Iskander: Zakázané ovoce (1976)
- Emmanuil Genrichovič Kazakevič: Jaro na Odře (1960)
- Willi Meinck: Mexické drama (1975)
- Magda Szabová: Karneval (1965)
- Eduard Šim: Chlapec v lese (1973)
- Günther Weisenborn: Osamělé stádo (1987)